# Деллвуд (Міссурі)
Деллвуд (англ. Dellwood) — місто (англ. city) в США, в окрузі Сент-Луїс штату Міссурі. Населення — 4914 особи (2020).

## Географія
Деллвуд розташований за координатами 38°45′22″ пн. ш. 90°16′36″ зх. д. / 38.75611° пн. ш. 90.27667° зх. д. (38.756208, -90.276750).  За даними Бюро перепису населення США в 2010 році місто мало площу 2,66 км², уся площа — суходіл.

## Демографія
Згідно з переписом 2010 року, у місті мешкало 5025 осіб у 1834 домогосподарствах у складі 1336 родин. Густота населення становила 1891 особа/км².  Було 1978 помешкань (744/км²).
Расовий склад населення:
| - 79,2 % — чорних або афроамериканців - 18,0 % — білих - 0,5 % — корінних американців - 0,4 % — азіатів |

До двох чи більше рас належало 1,7 %. Частка іспаномовних становила 0,8 % від усіх жителів.
За віковим діапазоном населення розподілялося таким чином: 29,1 % — особи молодші 18 років, 62,0 % — особи у віці 18—64 років, 8,9 % — особи у віці 65 років та старші. Медіана віку мешканця становила 34,6 року. На 100 осіб жіночої статі у місті припадало 80,1 чоловіків;  на 100 жінок у віці від 18 років та старших — 72,9 чоловіків також старших 18 років.
Середній дохід на одне домашнє господарство  становив 49 432 долари США (медіана — 41 853), а середній дохід на одну сім'ю — 50 834 долари (медіана — 41 808). Медіана доходів становила 40 539 доларів для чоловіків та 37 066 доларів для жінок. За межею бідності перебувало 19,3 % осіб, у тому числі 31,9 % дітей у віці до 18 років та 9,0 % осіб у віці 65 років та старших.
Цивільне працевлаштоване населення становило 2136 осіб. Основні галузі зайнятості: освіта, охорона здоров'я та соціальна допомога — 36,2 %, роздрібна торгівля — 10,5 %, мистецтво, розваги та відпочинок — 9,8 %, транспорт — 9,4 %.